# E3 Harelbeke 2016
L'E3 Harelbeke 2016, oficialment Record Bank E3 Harelbeke 2016, va ser la 59a edició de l'E3 Harelbeke. La cursa es disputà el divendres 25 de març de 2016 sobre una distància de 206,4 quilòmetres, amb inici i final a Harelbeke. Aquesta era la sisena prova de l'UCI World Tour 2016. A partir d'aquesta edició Record Bank passa a ser el patrocinador principal de la cursa.
La cursa fou guanyada per Michał Kwiatkowski (Team Sky), que guanyà a l'esprint a Peter Sagan (Team Tinkoff) després que s'escapessin d'un petit grup de favorits a manca de 30 km.

## Equips
En ser l'E3 Harelbeke una prova de l'UCI World Tour, els 18 UCI World Tour són automàticament convidats i obligats a prendre-hi part. A banda d'organització convidà a set equips de categoria continental professional, per completar un gran grup amb 199 corredors.
| Núm.    | Codi | Equip                 |
| ------- | ---- | --------------------- |
| 1-8     | TNK  | Team Tinkoff          |
| 11-18   | EQS  | Etixx-Quick Step      |
| 21-28   | LTS  | Lotto Soudal          |
| 31-38   | ALM  | AG2R La Mondiale      |
| 41-48   | AST  | Astana Qazaqstan Team |
| 51-58   | BMC  | BMC Racing Team       |
| 61-68   | CPT  | Cannondale            |
| 71-78   | FDJ  | FDJ                   |
| 81-88   | IAM  | IAM Cycling           |
| 91-98   | LAM  | Lampre-Merida         |
| 101-108 | MOV  | Movistar Team         |
| 111-118 | OGE  | Orica-GreenEDGE       |
| 121-128 | DDD  | Dimension Data        |

| Núm.    | Codi | Equip                       |
| ------- | ---- | --------------------------- |
| 131-138 | TGA  | Team Giant-Alpecin          |
| 141-148 | KAT  | Team Katusha                |
| 151-158 | TLJ  | Team LottoNL-Jumbo          |
| 161-168 | SKY  | Team Sky                    |
| 171-178 | TFS  | Trek-Segafredo              |
| 181-188 | TSV  | Topsport Vlaanderen-Baloise |
| 191-198 | WGG  | Wanty-Groupe Gobert         |
| 201-208 | BOA  | Bora-Argon 18               |
| 211-218 | DEN  | Direct Énergie              |
| 221-228 | FVC  | Fortuneo-Vital Concept      |
| 231-238 | ROP  | Roompot Oranje Peloton      |
| 241-248 | STH  | Southeast-Venezuela         |

## Recorregut
La cursa comença i acaba a Harelbeke. Durant el trajecte els ciclistes hauran de superar 15 cotes, una menys que el 2015. La primera ascensió és el Katteberg, al quilòmetre 32 de cursa, i la darrera el Tiegemberg, a 20 quilòmetres de meta.
| Núm. | Nom                 | Km    | Llargada (m) | Pendent mitjana |
| ---- | ------------------- | ----- | ------------ | --------------- |
| 1    | Katteberg           | 28,9  | 600          | 6,7 %           |
| 2    | La Houppe           | 92    | 3440         | 3,3 %           |
| 3    | Oude Kruisberg      | 100,8 | 800          | 4,8 %           |
| 4    | Knokteberg          | 116,2 | 1530         | 5,3 %           |
| 5    | Hotondberg          | 120,1 | 1200         | 4 %             |
| 6    | Kortekeer           | 127,2 | 1000         | 6,4 %           |
| 7    | Taaienberg          | 132,2 | 650          | 9,5 %           |
| 8    | Boigneberg          | 138,4 | 2180         | 5,8 %           |
| 9    | Eikenberg           | 142,9 | 1200         | 5,5 %           |
| 10   | Stationberg         | 148,2 | 460          | 3,2 %           |
| 11   | Kapelberg           | 159,5 | 900          | 4 %             |
| 12   | Paterberg           | 164,4 | 700          | 12 %            |
| 13   | Oude Kwaremont      | 168,6 | 2200         | 4,2 %           |
| 14   | Karnemelkbeekstraat | 175   | 1530         | 4,9 %           |
| 15   | Tiegemberg          | 186,4 | 1000         | 6,5 %           |

A banda de les tradicionals cotes, el recorregut passa per cinc trams de llambordes que suposen 7,4 km
| Núm. | Nom              | Km    | Llargada (m) |
| ---- | ---------------- | ----- | ------------ |
| 1    | Beaucarnestraat  | 28,9  | 1.200        |
| 2    | Holleweg         | 30,7  | 1.500        |
| 3    | Paddestraat      | 42,2  | 2.200        |
| 4    | Mariaborrestraat | 149   | 1.000        |
| 5    | Varentstraat     | 182,6 | 1.500        |

## Classificació final
|    | Ciclista                  | Equip                 | Temps      | Punts UCI |
| -- | ------------------------- | --------------------- | ---------- | --------- |
| 1  | Michał Kwiatkowski (POL)  | Team Sky              | 4h 55' 18" | 80        |
| 2  | Peter Sagan (SVK)         | Team Tinkoff          | + 3"       | 60        |
| 3  | Ian Stannard (GBR)        | Team Sky              | + 11"      | 50        |
| 4  | Fabian Cancellara (ITA)   | Trek-Segafredo        | + 11"      | 40        |
| 5  | Jasper Stuyven (BEL)      | Trek-Segafredo        | + 11"      | 30        |
| 6  | Lars Boom (NED)           | Astana Qazaqstan Team | + 11"      | 22        |
| 7  | Tiesj Benoot (BEL)        | Lotto Soudal          | + 11"      | 14        |
| 8  | Sep Vanmarcke (BEL)       | Team LottoNL-Jumbo    | + 11"      | 10        |
| 9  | Jean-Pierre Drucker (LUX) | BMC Racing Team       | + 11"      | 6         |
| 10 | Daniel Oss (ITA)          | BMC Racing Team       | + 11"      | 2         |